# 아일랜드인
아일랜드인(아일랜드어: Muintir na hÉireann, Na hÉireannaigh)은 북서유럽에 위치한 아일랜드섬을 기원으로 하는 국민과 민족이다. 아일랜드섬에는 고고학 연구에 따르면 9000년 이상 인류가 거주해왔다(선사시대 아일랜드 참고).

## 같이 보기
- 켈트족
- 브리튼족
- 게일